# أوي كودو
أوي كودو (باليابانية: 工藤 蒼生) (مواليد 31 مايو 2000) هو لاعب كرة قدم ياباني.

## وصلات خارجية
- أوي كودو على موقع رابطة كرة القدم اليابانية للمحترفين (اليابانية)
- أوي كودو على موقع قاعدة بيانات كرة القدم.إي يو (الإنجليزية)
- أوي كودو على موقع Soccerway.com (الإنجليزية)
- أوي كودو على موقع عالم كرة القدم.نت (الإنجليزية)